# Francky Vincent
Francky Vincent es un cantante, compositor, productor y representante musical de música zouk de la isla francesa de Guadalupe. Nació en 1956 en Pointe-à-Pitre. 
Vincent es el cantante más popular de las Antillas francesas con un total de 2 millones de álbumes vendidos a lo largo de su carrera artística. Su canción más popular hasta el momento ha sido "Fruit de la Passion", incluida en el álbum "Alice ça glisse" y lanzada en 1991.

## Discografía
- 1978: La Braguette d'or (la bragueta de oro)
- 1985: Le Lolo
- 1989: 15 Ans Déjà...Putain
- 1991: Alice ça glisse (Alice esto desliza)
- 1994: Fruit de la passion (Parchita - Maracuyá)
- 1996: Le Tourment d'amour (el tormento de amor)
- 1997: Le Tombeur (el seductor)
- 1998: Ça zigounette !
- 1999: À la folie (con locura)
- 1999: Tu pues du cul (hueles mal del trasero)
- 2000: Belle (guapa)
- 2002: Kay lay lay
- 2003: Retourne-toi (date la vuelta)
- 2009: Tu veux mon zizi ? (¿quieres mi sexo?)
- 2010: Moi j'aime scier (a mí me gusta serrar)
- 2012: Ma cousine (mi prima)
- 2014: Ya ka dansé (hay que bailar)